# Roodgerande houtzwam
De roodgerande houtzwam (Fomitopsis pinicola) is een schimmel uit de familie Fomitopsidaceae. Het is een necrotrofe parasiet  die voorkomt in naald- en gemengde bossen.

## Kenmerken
Het meerjarige vruchtlichaam is console- of hoefvormig. Volgroeid heeft het een afmeting van 5 tot 20 bij 5 tot 10 centimeter, met een dikte van 3 tot 15 centimeter. Aan de bovenzijde is de paddenstoel concentrisch gezoneerd en bedekt met een gladde, harde toplaag van harsachtige substantie. Deze laag is oranjerood tot geel of grijs gekleurd en krijgt na verloop van tijd een grijze tot grijszwarte kleur op het middelste gedeelte. De stompe groeirand is wit.
Het crème tot okergele hymenium bestaat uit buisjes van een à twee millimeter lengte, met een dichtheid van drie à vier ronde poriën per vierkante millimeter. Vaak zijn de poriën bedekt met gelige guttatiedruppels. De sporenafdruk is wit. Het crème tot okerkleurige vruchtvlees is taai en hard en heeft een zure, prikkelende geur.

## Ecologie
De zwam is een parasitaire schimmel, die na het afsterven van de gastheer verder leeft als saprofyt. Het vruchtlichaam groeit voornamelijk op stammen van naaldbomen, met name sparren, maar komt soms ook voor op loofbomen zoals berken, esdoorns en beuken.

## Verspreiding
De roodgerande houtzwam komt verspreid voor in het gehele noordelijk halfrond. In Europa komt hij voor van het Middellandse Zeegebied tot aan de Noordkaap. In Nederland komt hij algemeen voor .

## Foto's

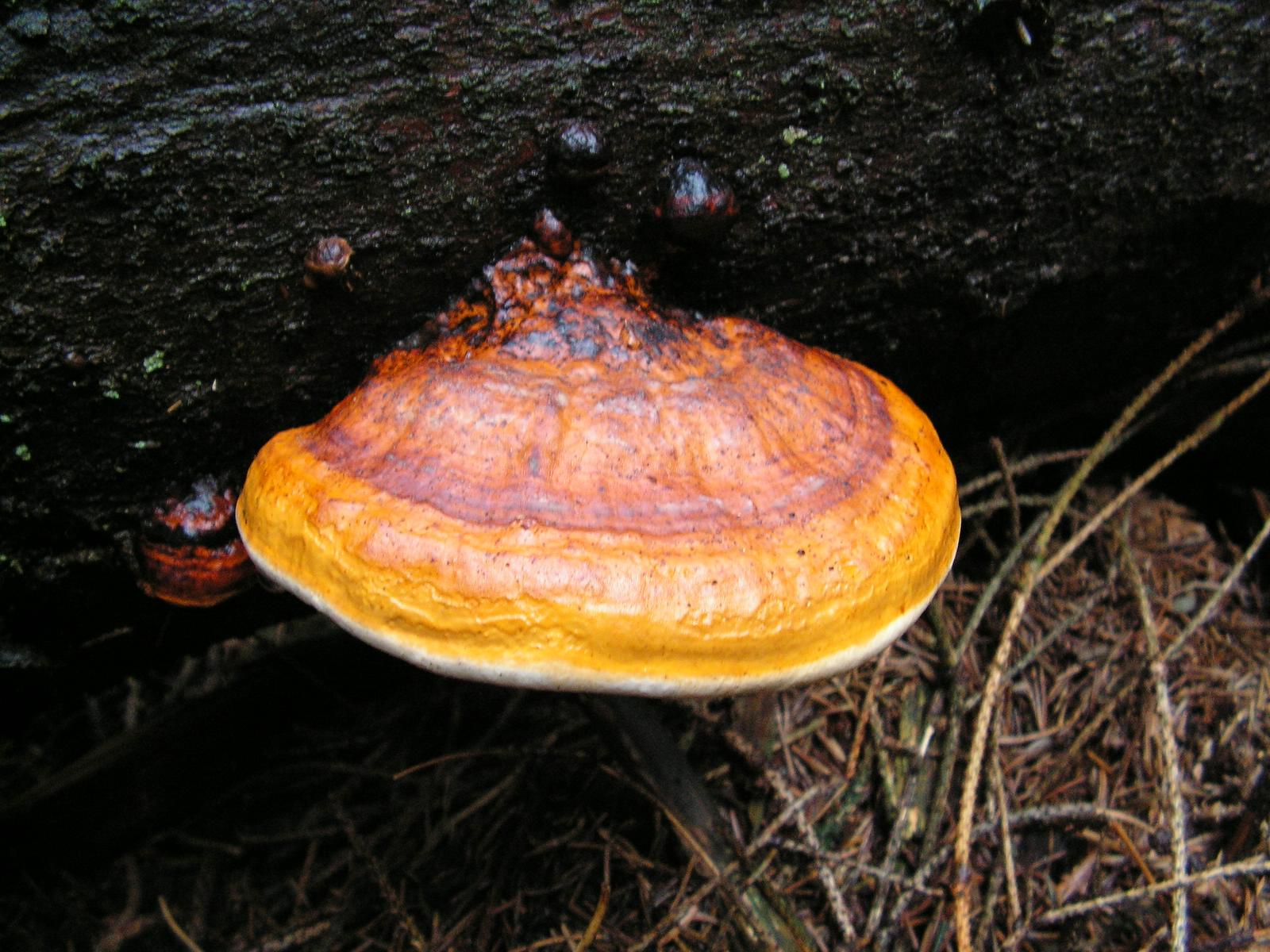
Jonge paddenstoel
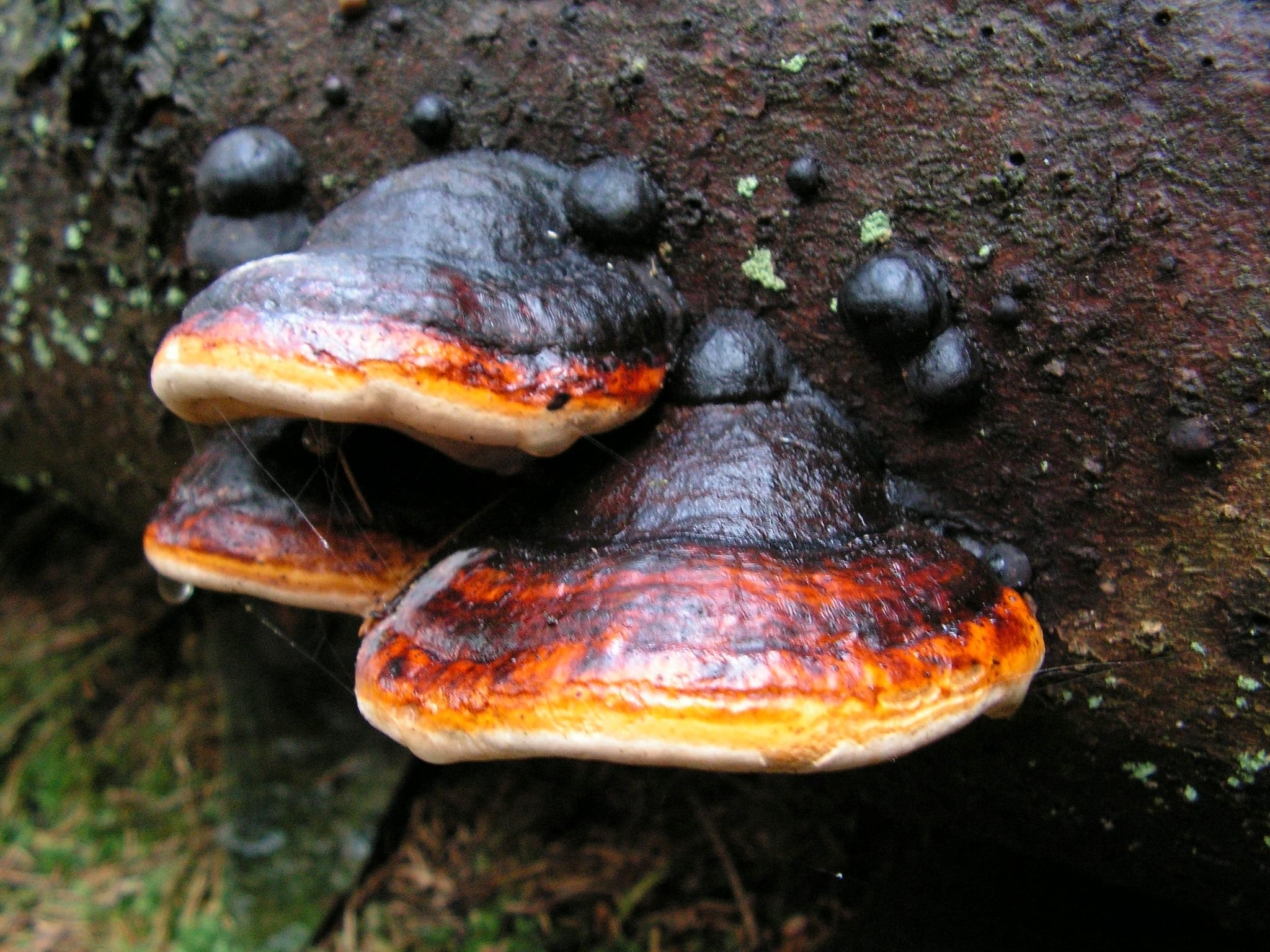
Volgroeide exemplaren
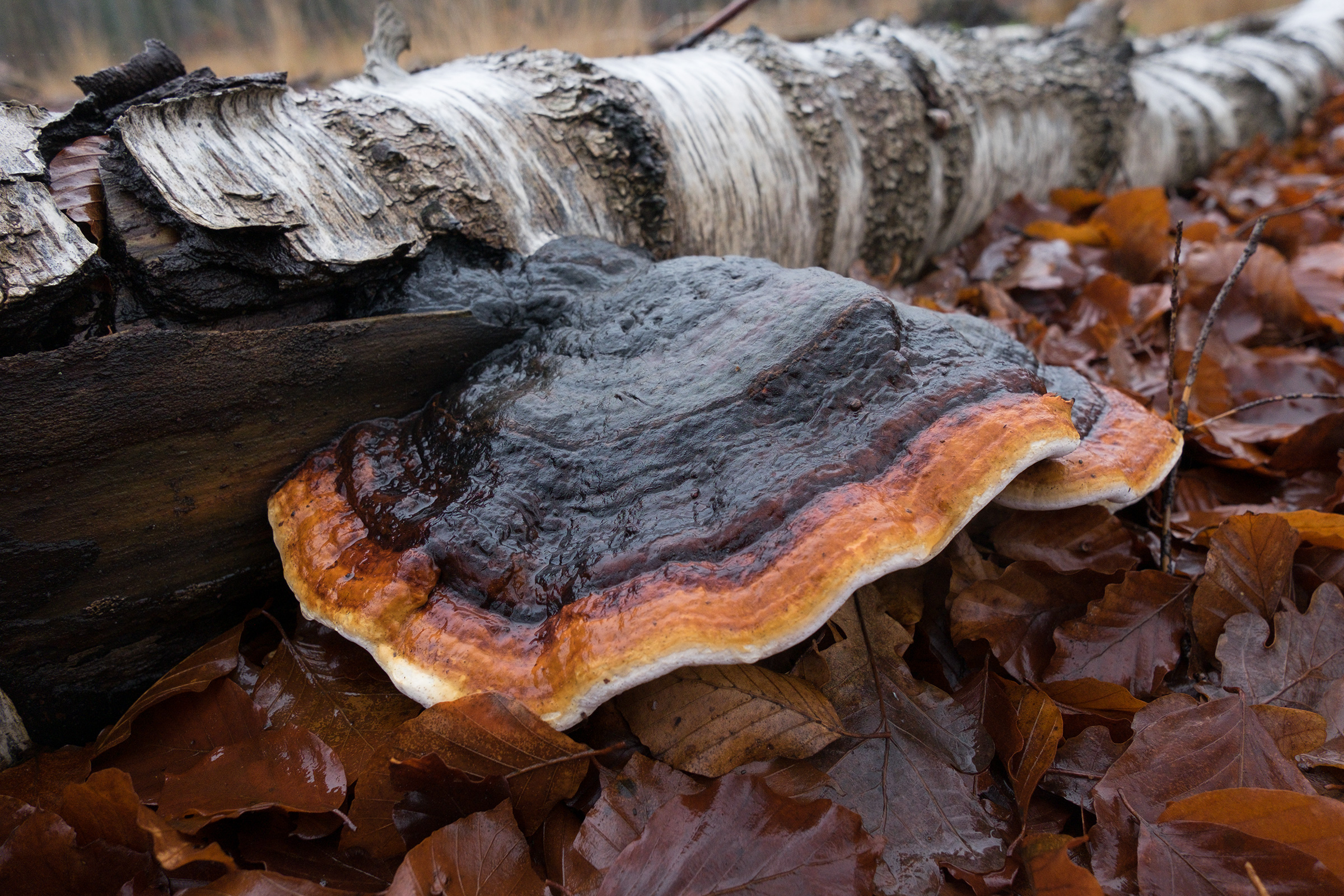
Vruchtlichaam op omgevallen berk
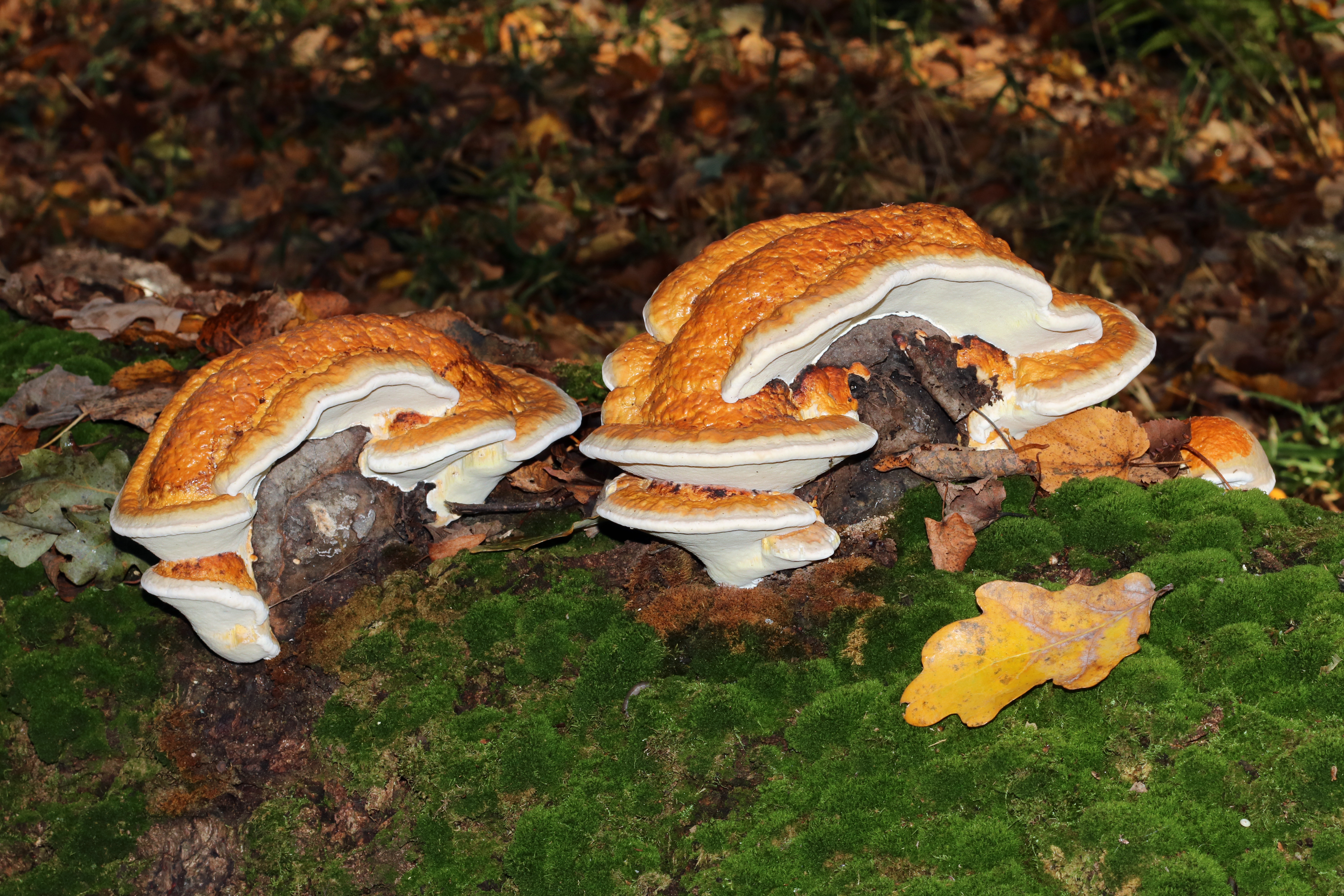
Op een dode boom in Oekraïne